# Go Hard or Go Home
«Go Hard or Go Home» (с англ. — «Иди на пролом либо иди домой») — сингл американского рэпера Уиза Халифы, записанный при участии австралийской хип-хоп исполнительницы Игги Азалии. Песня вошла в сборник саундтреков к фильму «Форсаж 7».

## Предыстория и релиз
В 2014 году актёр «Форсажа» Вин Дизель сообщил, что Игги Азалия сыграет эпизодическую роль в седьмой части франшизы. В феврале 2015 года лейбл Atlantic Records анонсировал выход официального сборника саундтреков к фильму «Форсаж 7», заглавным синглом которого стал трек «Go Hard or Go Home». Песня была написана Халифой, Азалией и The Featherstones, которые также выступили продюсерами. После выхода сингла Халифа намекал на видеоклип к нему, однако съёмки так и не начались.

## Чарты
| Чарты (2015)                          | Высшая позиция |
| ------------------------------------- | -------------- |
| Австралия (ARIA)                      | 60             |
| Австралия Urban (ARIA)                | 12             |
| Австрия (Ö3 Austria Top 40)           | 59             |
| Бельгия/Фландрия (Ultratip)           | 65             |
| Бельгия/Фландрия (Ultratop Urban)     | 22             |
| Канада (Billboard Canadian Hot 100)   | 65             |
| Франция (SNEP)                        | 77             |
| Германия (GfK)                        | 47             |
| Ливан (Lebanese Top 20)               | 9              |
| Швеция (Veckan Heatseeker)            | 14             |
| Швейцария (Schweizer Hitparade)       | 55             |
| Великобритания UK Singles Chart       | 110            |
| Великобритания (UK R&B Chart)         | 19             |
| США (Billboard Hot 100)               | 86             |
| США (Billboard Hot R&B/Hip-Hop Songs) | 29             |
| США (Billboard Hot Rap Songs)         | 21             |

| Чарты (2015)                      | Высшая позиция |
| --------------------------------- | -------------- |
| Бельгия Urban (Ultratop Flanders) | 88             |

## Сертификации
| Регион                                                                      | Сертификация | Продажи |
| --------------------------------------------------------------------------- | ------------ | ------- |
| США (RIAA)                                                                  | Золотой      | 500 000 |
| Данные о продажах + прослушиваниях приведены только на основе сертификации. |              |         |